# ホエル・オルドニェス
- ジョエル・オルドニェス

ホエル・レアンドロ・オルドニェス・ゲレーロ（Joel Leandro Ordóñez Guerrero, 2004年4月21日 - ）は、エクアドル・グアヤス県グアヤキル出身のサッカー選手。ベルギー・ファースト・ディビジョンA・クラブ・ブルッヘ所属。ポジションはDF。

## 来歴
2022年にインデペンディエンテ・デル・バジェのトップチームに昇格。4月10日の国内リーグのグアヤキル・シティFC戦でプロデビュー。
2022年7月24日、クラブ・ブルッヘがオルドニェスと契約したことを発表。加入1年目の2022-23シーズンは傘下のクラブNXTでプレー。2023-24シーズンより正式にトップチームに昇格した。

## 代表歴
2023年3月にエクアドル代表に初招集。同年5月にはU-20代表として2023 FIFA U-20ワールドカップに出場した。